# Bródki (województwo wielkopolskie)
Bródki – wieś w Polsce, położona w województwie wielkopolskim, w powiecie nowotomyskim, w gminie Lwówek.
W latach 1975–1998 miejscowość administracyjnie należała do województwa poznańskiego.
Wieś jest siedzibą sołectwa.

## Historia
Wieś szlachecka Brodki położona była w 1580 w powiecie poznańskim województwa poznańskiego. W okresie Wielkiego Księstwa Poznańskiego (1815–1848) miejscowość wzmiankowana jako Brodki należała do wsi większych w ówczesnym powiecie bukowskim, który dzielił się na cztery okręgi (bukowski, grodziski, lutomyślski oraz lwowkowski). Brodki należały do okręgu lwowkowskiego i stanowiły część majątku Brody, którego właścicielem był wówczas Konstanty Szczaniecki. W skład majątku Brody wchodziło łącznie 5 wsi (Brody, Helena, Brodki, folwarki: Marszewo i Zygmuntowo). Według spisu urzędowego z 1837 Brodki liczyły 269 mieszkańców i 24 dymy (domostwa).
We wsi, w 1939, urodził się kardynał Zenon Grocholewski, sekretarz Najwyższego Trybunału Sygnatury Apostolskiej w latach 1982–1999, prefekt Kongregacji ds. Edukacji Katolickiej w latach 1999–2015, kardynał diakon w latach 2001–2011, kardynał prezbiter w latach 2011–2020.
| SIMC    | Nazwa | Rodzaj    |
| ------- | ----- | --------- |
| 0588074 | Huby  | część wsi |